# Floyd Guthrie
Floyd Guthrie (Cantón de Limón, Costa Rica, 14 de marzo de 1966) es un exfutbolista de Costa Rica que jugaba en las posiciones de defensa, centrocampista y delantero.

## Carrera

### Club
| Periodo   | Club                           |
| --------- | ------------------------------ |
| 1984-1987 | Uruguay de Coronado            |
| 1987-1990 | CS Herediano                   |
| 1990–1994 | ADM Turrialba                  |
| 1994–1996 | CD Victoria                    |
| 1995–1996 | → Correcaminos UAT (cedido)    |
| 1996      | → CD Luis Ángel Firpo (cedido) |
| 1997-2001 | CSD Comunicaciones             |
| 2001-2002 | CS Herediano                   |
| 2002      | Municipal Pérez Zeledón        |
| 2003-2004 | Antigua GFC                    |
| 2004-2005 | CD Suchitepéquez               |
| 2005-2006 | Deportivo Petapa               |

### Selección nacional
Guthrie debutó con Costa Rica en abril de 1991 en un partido amistoso ante México, jugando 33 partidos internacionales y anotó 3 goles. Jugó en 4 partidos de clasificación para la Copa Mundial de Fútbol, en tres ediciones de la Copa UNCAF y en tres ediciones de la Copa de Oro de la Concacaf. 
Su retiro internacional fue en febrero en la Copa de Oro de la Concacaf 1998 ante Estados Unidos.

## Logros

### Club
- Primera División de Costa Rica (1): 1987
- Segunda División de Costa Rica (1): 1986/87
- Liga Nacional de Fútbol de Honduras (1): 1994/95
- Liga Nacional de Fútbol de Guatemala (2): Apertura 1999, Clausura 2001

### Selección nacional
- Copa UNCAF (1): 1991